# Anielin Gradowo
Anielin Gradowo – kolejowa stacja przeładunkowa w Frączkowie na linii kolejowej nr 205, w województwie warmińsko-mazurskim, w powiecie kętrzyńskim, w gminie Barciany w Polsce. Została wybudowana w latach 1952-1956 jako część Wojskowego Rejonu Przeładunkowego Skandawa.